# عنکبوت کیف‌باف پاقرمز
عنکبوت کیف‌باف پاقرمز (نام علمی: Sphodros rufipes) نام یک گونه از تیره عنکبوت‌های کیف‌باف است.